# Efraín Sánchez
Efraín Sánchez (ur. 26 lutego 1926 w Barranquilla, zm. 16 stycznia 2020 w Bogocie) – kolumbijski piłkarz, bramkarz.
Uczestniczył w Mistrzostwach Świata 1962, gdzie zagrał we wszystkich trzech meczach grupowych swojej drużyny.
Od 2 grudnia 1947 do 7 czerwca 1962 rozegrał 30 meczów w reprezentacji Kolumbii.
W latach 1983–1984 był również trenerem reprezentacji.